# Arnultovice (Jindřichov)
Arnultovice (německy Arnsdorf) je východní část obce Jindřichov v okrese Bruntál. Prochází zde silnice II/457.
Arnultovice leží v katastrálním území Arnultovice u Jindřichova o rozloze 4,25 km2.

## Název
Vesnice nesla na počátku německé jméno Arnold(e)sdorf - "Arnoldova ves". Od 16. století  mají písemné doklady zkrácenou podobu Arnsdorf. České jméno se v písemných dokladech objevuje až v 19. století, nejprve jako Arnoštov, posléze Arnultovice.

## Historie
První písemná zmínka o obci pochází z roku 1267.
Do roku 1950 byla samostatnou obcí a od roku 1961 je opět místní částí obce Jindřichov.

## Vývoj počtu obyvatel
Počet obyvatel Arnultovic podle sčítání nebo jiných úředních záznamů:
| Rok            | 1869 | 1880 | 1890 | 1900 | 1910 | 1921 | 1930 | 1950 | 1961 | 1970 | 1980 | 1991 | 2001 | 2011 |
| -------------- | ---- | ---- | ---- | ---- | ---- | ---- | ---- | ---- | ---- | ---- | ---- | ---- | ---- | ---- |
| Počet obyvatel | 399  | 405  | 369  | 344  | 357  | 318  | 291  | 201  | 170  | 132  | 93   | 52   | 60   | 62   |
| Počet domů     | 57   | 60   | 59   | 76   | 75   | 75   | 79   | 67   | 67   | 41   | 32   | 32   | 50   | 50   |

1. ↑  z toho: 7 Čechoslováků, 281 Němců; 288 řím. kat., 3 evang.

V Arnultovicích je evidováno 50 adres, vesměs čísla popisná (trvalé objekty). Při sčítání lidu roku 2001 zde bylo napočteno 50 domů, z toho 27 trvale obydlených.

## Pamětihodnosti
- Arnultovická lípa, památný strom (50°15′2″ s. š., 17°33′40″ v. d.)
- Venkovský dům s deštěnou stodolou (čp. 46)